# دنیس اسمیرنوف
دنیس اسمیرنوف (انگلیسی: Denys Smirnov؛ زادهٔ ۱۸ ژوئن ۱۹۷۵) بازیکن فوتبال اهل اوکراین است.
از باشگاه‌هایی که در آن بازی کرده‌است می‌توان به باشگاه فوتبال تاوریا سیمفروپول، باشگاه فوتبال تورپیدو زاپروژیا، باشگاه فوتبال متالورگ زاپروژیا، و باشگاه فوتبال اوورلا اوژهورود اشاره کرد.